# Pleschinger Gyula
Pleschinger Gyula (1953 –) több diplomás magyar közgazdász, a Magyar Nemzeti Bank Monetáris Tanácsának tagja.

## Képzettsége
A Budapesti Műszaki Egyetem építőmérnöki karán 1977-ben, ezt követően  Budapesten a közgazdasági egyetem pénzügy szakán 2011-ben szerzett diplomát. Áru- és értéktőzsdei vizsgával, eurókötvény-kereskedői vizsgával és amerikai értékpapír-tőzsdei vizsgával (Series 7) is rendelkezik.

## Életpályája
Pleschinger Gyula többéves vállalati és önkormányzati gyakorlatot szerzett. 1989-ben az OTP befektetési főosztályának helyettes vezetője lett.  1990 és 2000 között az OTP Értékpapír Rt. vezérigazgatója, 2001−2004-ben a Raiffeisen Bank RT. befektetési banki szolgáltatási területeit felügyelő vezérigazgató-helyettese volt. 2005 és  2010. szeptembere között a P&H Befektető és Pénzügyi Tanácsadó Kft. tulajdonos-ügyvezetőjeként tanácsadóként dolgozott. 2010 szeptembere és 2011 novembere között az Államadósság Kezelő Központ Zrt. vezérigazgatójának posztját töltötte be. Ezután a Nemzetgazdasági Minisztérium adó- és pénzügyi államtitkáraként dolgozott, amíg  2013. március 5-vel az Országgyűlés megválasztotta a Magyar Nemzeti Bank monetáris tanácsa tagjává, majd – a Gazdasági bizottság javaslatára – 2019. március 5-i hatállyal őt 6 évre a Magyar Nemzeti Bank monetáris tanácsa tagjává újraválasztotta.

## Társadalmi szerepvállalásai (válogatás)
- a Budapesti Értéktőzsde Felügyelő Bizottságának tagja és elnöke (1998-2001),
- a zürichi és londoni központú Nemzetközi Értékpapírpiaci Szövetség (ISMA) Igazgatóságának és több bizottságának tagja (1999-2005),
- az Államadósság Kezelő Központ Zrt. Igazgatóságának elnöke (2012-2013),
- az Országos Betétbiztosítási Alap Igazgatóságának tagja és elnöke (2012-2013),
- a baseli székhelyű Pénzügyi Stabilitási Tanács Regionális Konzultációs Csoportjának állandó tagja (2012-2013),
- a Világbank és a Világbank-csoporthoz tartozó Nemzetközi Újjáépítési és Fejlesztési Bank (IBRD) helyettes kormányzója (2012-2013),
- a Nemzetközi Tőkepiaci Szövetség (ICMA, az ISMA utódszervezete) Választott Bíróságának tagja (2012- ),
- a londoni székhelyű Nemzetközi Bankár Céh és annak Pénzügyi Bizottsága tagja (2002- ),
- a Magyar Közgazdasági Társaság tagja, majd 2017-től elnöke [4]
- a Londoni City tiszteletbeli polgára (Freeman of the City of London).[5]